# سنگ‌نگاره جورک
سنگ نگاره جورک مربوط به هزاره اول قبل از میلاد است و در شهرستان سراوان، بخش جالق، دهستان ناهوک، ۲۰۰ متری شمال روستای جورک واقع شده و این اثر در تاریخ ۱۳ آبان ۱۳۸۶ با شمارهٔ ثبت ۱۹۷۸۱ به‌عنوان یکی از آثار ملی ایران به ثبت رسیده است.